# تپه تصفیه‌خانه ۱۵
تپه تصفیه خانهٔ ۱۵ مربوط به دوران پارینه‌سنگی جدید - دوران فرادیرینه‌سنگی است و در شهرستان کرمانشاه، بخش مرکزی، دهستان قره سو، ۱/۳ کیلومتری جنوب غرب روستای ده سواران واقع شده و این اثر در تاریخ ۲۶ اسفند ۱۳۸۷ با شمارهٔ ثبت ۲۵۵۲۱ به‌عنوان یکی از آثار ملی ایران به ثبت رسیده است.